# Wulff von Borcke
Wulff Degener von Borcke (ur. 25 kwietnia 1839 w Rekowie, zm. 12 marca 1914) –  niemiecki właściciel ziemski, członek dworu pruskiego, poseł do Izby Panów (Preußisches Herrenhaus).

## Rodzina
Należał do pomorskiego rodu szlacheckiego Borcke. Jego rodzicami byli Ludwig von Borcke (1808-1854) i Klara z domu von Buggenhagen (1818-1912). Pierwszą żoną Wulffa Borcke była Margarete von der Borch (1848-1869). Po jej śmierci ożenił się z Jadwigą von Heyden-Cartlow (1850-1919). Z pierwszego małżeństwa urodził mu się syn Klaus, który został czynnym oficerem i wcześnie odziedziczył majątek w Boninie. Z drugiego małżeństwa miał córkę Luise (1884-1934) i syna Vicco Wulff (1885-1915), który był także oficerem.

## Kariera
- Kariera wojskowa do stopnia majora
- Właściciel majątków w Klępczewie i Boninie
- Według oficjalnego spisu rolnego jego majątek w Klępczewie w 1914 roku liczył powierzchnię 932 hektarów[2]
- W tym czasie majątek w Boninie należał do jego najbliższych krewnych.
- W 1906 został członkiem Izby Panów
- Był także szambelanem.